# Das schöne Mädchen
Das schöne Mädchen ist ein französisches Filmdrama von Christophe Honoré aus dem Jahr 2008. Das Drehbuch verfasste der Regisseur gemeinsam mit Gilles Taurand frei nach dem 1678 erschienenen Roman La Princesse de Clèves von Marie-Madeleine de La Fayette. Der deutsch-französische Fernsehsender Arte war an der Produktion des Liebesdramas beteiligt. In der Titelrolle ist die Nachwuchsschauspielerin Léa Seydoux zu sehen.

## Handlung
Nach dem Tod ihrer Mutter zieht die 16-jährige Junie zu ihrer Tante nach Paris. Ihr Cousin Matthias führt sie sogleich in seinen Freundeskreis ein, und bald ist die schöne Schülerin in ein kompliziertes Geflecht aus Freundschaft, Liebe und Geheimnissen verstrickt. Ihr Italienischlehrer Nemours ist von ihrer Schönheit so fasziniert, dass er sich insgeheim in sie verliebt. Aus diesem Grund beendet er auch seine gleichzeitigen Beziehungen mit der Geschichtslehrerin Florence und der Schülerin Marie. Zu aller Überraschung bekommt der schüchterne Außenseiter Otto die Chance, Junies Herz zu gewinnen. Abgesehen davon, dass sie sich gelegentlich ihm gegenüber seltsam kühl verhält, so ist es doch offenbar eine innige Freundschaft.
Während des Sprachunterrichts und bei anderweitigen kurzen Begegnungen mit Nemours spürt Junie dessen Interesse und Gefühle, ohne dass er sie je ausgesprochen hätte, und versucht ihm deshalb auszuweichen. Sie erwägt sogar den Wohnort und damit auch die Schule zu wechseln, um noch rechtzeitig zu verhindern, dass sie seine Liebe erwidert. Aber das Blatt wendet sich. Letztlich hat sie nicht die Kraft, sich Nemours’ Verlangen zu entziehen. Entgegen ihren erklärten Absichten sucht sie plötzlich seine Nähe. Otto erfährt davon und stürzt sich aus Eifersucht von der Balustrade des Schulgebäudes in den Tod.
Da Junie Nemours’ Unterricht fernbleibt, lässt er sich für 6 Monate krankschreiben. Er will der Ausbildung seiner Angebeteten nicht im Wege stehen. Trotzdem folgt er ihr eines Tages auf dem Nachhauseweg. Junies Anziehungskraft kann er nicht widerstehen. Sie lässt sich einige Stunden mit ihm treiben. Danach verfällt sie sofort wieder in ihre gewohnte Melancholie, mit der Gewissheit, dass ihrer beider Liebe nicht ewig halten wird. Denn der attraktive Nemours wird von vielen Frauen begehrt. Zum nächsten vereinbarten Treffen erscheint sie nicht. Sie hat ihren Plan, Paris wegen Nemours zu verlassen, inzwischen umgesetzt.

## Hintergrundinformationen
Der Roman von Madame de La Fayette, an den sich die Handlung anlehnt, wurde insgesamt viermal verfilmt:
- 1961 von Jean Delannoy: Die Prinzessin von Cleve
- 1999 von Manoel de Oliveira: Der Brief
- 2000 von Andrzej Żuławski: Die Treue der Frauen
- 2008 von Christophe Honoré: Das schöne Mädchen

Cameo
Chiara Mastroianni hat in Das schöne Mädchen einen kurzen Gastauftritt. Sie spielte in der Verfilmung des Romans durch Manoel de Oliveira von 1999, Der Brief, die Hauptrolle der Catherine de Clèves.
Trivia
Während des Kinobesuchs der Clique läuft der Film Yaaba – Großmutter aus dem Jahr 1989 auf der Leinwand.
Der Schauspieler Louis Garrel durfte während der Entstehung des Drehbuchs bei der Gestaltung seiner Rolle mitbestimmen. So wählte er den Beruf eines Italienischlehrers, ohne der italienischen Sprache mächtig zu sein, was Honoré ziemlich überraschte. Ging er doch von guten Sprachkenntnissen aus, da Garrels damalige Verlobte Valeria Bruni Tedeschi Italienerin ist.
Die Rollennamen Nemours, Henri, Catherine, Marie und Matthias de Chartres wurden aus der Romanhandlung übernommen. Marie erhielt ihren Namen nach der schottischen Königin Maria Stuart, Catherine und Henri nach dem französischen Herrscherpaar Caterina de’ Medici und Heinrich II.

## Filmmusik
- Il dolce suono aus Lucia di Lammermoor von Gaetano Donizetti, gesungen von Maria Callas
- Alain Barrière: Elle était si jolie
- Johann Sebastian Bach: Präludium BWV 847 aus Das Wohltemperierte Klavier, am Piano Luc Beauséjour Kapagama
- Comme la pluie von Alex Beaupain, gesungen von Grégoire Leprince-Ringuet
- Northern sky – Nick Drake
- Day is done – Nick Drake
- Fly – Nick Drake
- Way to the blue – Nick Drake[6]